# Rhamphomyia ursina
Rhamphomyia ursina är en tvåvingeart som beskrevs av Oldenberg 1915. Rhamphomyia ursina ingår i släktet Rhamphomyia och familjen dansflugor. Inga underarter finns listade i Catalogue of Life.